# 대통사
대통사(大通寺)는 백제 성왕 때 세워진 사찰이다. 현재의 충청남도 공주시 반죽동에 위치했었다. 백제 성왕이 대통불을 모시기 위해 세운 것으로 추정되며 남북국 시대까지는 존재했던 것으로 보이지만, 고려와 조선에는 관련 기록을 찾을 수 없다.

## 문헌
또 대통(大通) 원년 정미(丁未)에는 양제(梁帝)를 위하여 웅천주(熊川州)에 절을 짓고 이름을 대통사(大通寺)라고 하였다.웅천(熊川)은 곧 공주(公州)인데, 당시는 신라에 속하였기 때문이다. 【그러나 아마도 정미년은 아닌 것 같다. 곧 중대통(中大通) 원년 기유(己酉)(529년)년에 세운 것이다. 흥륜사를 처음 세우던 정미년(527년)에는 미처 다른 곳에 절을 세울 겨를이 없었을 것이다.】— 《삼국유사》제3권 흥법(興法) 제3편 원종흥법 염촉멸신(原宗興法 厭髑滅身)

## 고고학
문헌을 통해서는 정확한 위치를 알 수 없으나, 공주시 반죽동(班竹洞) 일대에서 ‘大通’ 명문이 있는 기와가 출토되어 그 일대를 대통사로 비정한다. 일제강점기에 목욕탕을 공사하다가 유물이 출토되어 가루베 지온이 처음 유물을 수습하였고, 가람 배치를 유추하였다. 공주 반죽동 당간지주가 대통사의 당간지주였던 것으로 추정된다. 공주 반죽동 석조, 공주 중동 석조 역시 대통사의 시설이었던 것으로 여겨진다.
육조 시대 중 남조의 영향을 받은 수막새가 발굴되어 남조의 와공이 와서 기와를 대량생산한 것으로 추정하기도 한다. 소조불상도 출토되었다.

## 같이 보기
- 공주 반죽동 당간지주
- 공주 반죽동 석조
- 공주 중동 석조